# Уэдди
Уэдди или Вадди или Увадди или Нула-нула — боевая и охотничья палица, короткодревковое ударно-дробящее и метательное холодное оружие австралийских аборигенов. 

## Описание
Уэдди представляет из себя тяжелую дубинку из резных видов дерева, которой пользуются как мужчины, так и женщины. Утолщенная верхняя часть часто имеет слегка овальную или ромбовидную форму. Как правило, они имеют длину от 60 до 100 см. Иногда к одному концу дубины с помощью воска или волокон прикрепляется камень, что делает её подобной каменному топору.
Во время рукопашного боя уэдди можно использовать для разбивания боевых щитов. Палица использовалась для охоты на крупного зверя. Также эти дубинки для наказания тех, кто нарушал законы аборигенов. Эта палица имеет культовое значение и применяется в военных танцах.